# Eleccions al Parlament de les Illes Balears de 1995
Les Eleccions al Parlament de les Illes Balears de 1995 se celebraren dia 28 de maig, juntament amb les eleccions municipals.
S'afrontaven amb el Partit Popular amb molts problemes de governabilitat. Per una banda, la fugida a mitjan legislatura dels dos diputats d'UM al grup mixt que deixaren el PP en minoria, tot i que la recuperà amb l'ajuda d'un trànsfuga socialista, el menorquí Jaume Peralta. Per l'altra, al Consell Insular de Mallorca, on la majoria dels populars també quedà coixa i es veié obligat per UM a introduir membres del PSOE i el PSM a l'executiu. Els de Menorca i les Pitiüses restaven en mans dels conservadors.
Els candidats a president del Govern varen ser:
- pel Partit Popular, Gabriel Cañellas.
- pel PSIB-PSOE, Francesc Triay.
- pel PSM-NM, Pere Sampol.
- per Unió Mallorquina, Maria Antònia Munar.
- per Esquerra Unida, Eberhard Grosske.

## Resultats
Els comicis varen donar els següents resultats:
| ← Eleccions al Parlament de les Illes Balears 28 de maig de 1995 → |         |       |        |      |
| Parlament de les Illes Balears                                     |         |       |        |      |
| Partit                                                             | Vots    | %     | Escons | Dif. |
| Partit Popular (PP)                                                | 168.156 | 44,77 | 30     | -1   |
| Partit Socialista de les Illes Balears (PSIB-PSOE)                 | 90.008  | 23,97 | 16     | -5   |
| Partit Socialista de Mallorca (PSM-NM)                             | 45.854  | 12,21 | 6      | +3   |
| Esquerra Unida (IU)                                                | 24.820  | 6,61  | 3      | +3   |
| Unió Mallorquina (UM)                                              | 19.966  | 5,32  | 2      | +2   |
| Els Verds de les Illes Balears (EVIB)                              | 11.663  | 3,11  | 1      | +1   |
| Agrupació Independent Popular de Formentera (AIPF)                 | 1.195   | 0,32  | 1      | +1   |
| Esquerra Republicana de Catalunya (ERC)                            | 2.082   | 0,55  |        |      |
| Convergència Balear (CB)                                           | 1.600   | 0,43  |        |      |
| Agrupación Social Independiente (ASI)                              | 1.425   | 0,38  |        |      |
| Federació d'Independents d'Eivissa i Formentera (FIEF)             | 1.359   | 0,36  |        | -1   |
| Independents de Menorca (INME)                                     | 987     | 0,26  |        |      |
| Falange Española de las JONS (FE-JONS)                             | 439     | 0,12  |        |      |
| Plataforma de los Independientes de España (PIE)                   | 378     | 0,10  |        |      |
| Movimiento Vecinal-Nuevo Partido Socialista (MV-NPS)               | 321     | 0,09  |        |      |
| Partido Radical Balear (PRB)                                       | 219     | 0,06  |        |      |

A part, es comptabilitzaren 5.100 vots en blanc, 1,36% del total.

## Resultats per circumscripcions

### Mallorca
| ← Eleccions al Parlament de les Illes Balears, Mallorca 28 de maig de 1995 → |         |       |        |      |
| Circumscripció de Mallorca (33 escons)                                       |         |       |        |      |
| Partit                                                                       | Vots    | %     | Escons | Dif. |
| Partit Popular (PP)                                                          | 136.767 | 44,57 | 16     | -2   |
| Partit Socialista de les Illes Balears (PSIB-PSOE)                           | 69.865  | 22,77 | 8      | -3   |
| Partit Socialista de Mallorca (PSM-NM)                                       | 41.242  | 13,44 | 5      | +2   |
| Unió Mallorquina (UM)                                                        | 19.966  | 6,51  | 2      | +2   |
| Esquerra Unida (IU)                                                          | 19.846  | 6,47  | 2      | +2   |
| Els Verds de les Illes Balears (EVIB)                                        | 9.422   | 3,07  |        |      |
| Convergència Balear (CB)                                                     | 1.600   | 0,52  |        |      |
| Esquerra Republicana de Catalunya (ERC)                                      | 1.576   | 0,51  |        |      |
| Agrupación Social Independiente (ASI)                                        | 1.425   | 0,46  |        |      |
| Falange Española de la JONS (FE-JONS)                                        | 439     | 0,14  |        |      |
| Plataforma de los Independientes de España (PIE)                             | 378     | 0,12  |        |      |
| Movimiento Vecinal-Nuevo Partido Socialista (MV-NPS)                         | 321     | 0,10  |        |      |
| Partido Radical Balear (PRB)                                                 | 219     | 0,07  |        |      |

A part, es varen recomptar 3.789 vots en blanc, que suposaven l'1,23% del total dels sufragis vàlids.

### Menorca
| ← Eleccions al Parlament de les Illes Balears, Menorca 28 de maig de 1995 → |        |       |        |      |
| Circumscripció de Menorca (13 escons)                                       |        |       |        |      |
| Partit                                                                      | Vots   | %     | Escons | Dif. |
| Partit Popular (PP)                                                         | 14.968 | 44,20 | 7      | +1   |
| Partit Socialista de les Illes Balears (PSIB-PSOE)                          | 9.958  | 29,41 | 4      | -1   |
| Partit Socialista de Menorca (PSM)                                          | 4.013  | 11,85 | 1      | +1   |
| Esquerra Unida (IU)                                                         | 2.926  | 8,64  | 1      | +1   |
| Independents de Menorca (INME)                                              | 987    | 2,91  |        |      |
| Esquerra Republicana de Catalunya (ERC)                                     | 228    | 0,67  |        |      |

A part, es varen recomptar 783 vots en blanc, que suposaven l'2,31% del total dels sufragis vàlids.

### Eivissa
| ← Eleccions al Parlament de les Illes Balears, Eivissa 28 de juny de 1995 → |        |       |        |      |
| Circumscripció d'Eivissa (12 escons)                                        |        |       |        |      |
| Partit                                                                      | Vots   | %     | Escons | Dif. |
| Partit Popular (PP)                                                         | 16.421 | 50,63 | 7      | =    |
| Partit Socialista de les Illes Balears (PSIB-PSOE)                          | 9.118  | 28,11 | 4      | =    |
| Els Verds de les Illes Balears (ELS VERDS)                                  | 2.241  | 6,91  | 1      | +1   |
| Esquerra Unida (IU)                                                         | 1.939  | 5,98  |        |      |
| Federació d'Independents d'Eivissa i Formentera (FIEF)                      | 1.359  | 4,19  |        | -1   |
| Entesa Nacionalista i Ecologista (ENE)                                      | 599    | 1,85  |        |      |
| Esquerra Republicana de Catalunya (ERC)                                     | 278    | 0,86  |        |      |

A part, es varen recomptar 480 vots en blanc, que suposaven l'1,48% del total dels sufragis vàlids.

### Formentera
| ← Eleccions al Parlament de les Illes Balears, Formentera 28 de maig de 1995 → |       |       |        |      |
| Circumscripció de Formentera (1 escó)                                          |       |       |        |      |
| Partit                                                                         | Vots  | %     | Escons | Dif. |
| Agrupació Independent Popular de Formentera (AIPF)                             | 1.195 | 49,40 | 1      | +1   |
| Partit Socialista de les Illes Balears (PSIB-PSOE)                             | 1.067 | 44,11 |        | -1   |
| Esquerra Unida (IU)                                                            | 109   | 4,51  |        |      |

A part, es varen recomptar 45 vots en blanc, que suposaven l'1,98% del total dels sufragis vàlids.

## Diputats elegits

### Mallorca
- Gabriel Cañellas i Fons (PP)
- Joan Verger i Pocoví (PP)
- Rosa Estaràs Ferragut (PP)
- José María González Ortea (PP)
- Cristòfol Soler Cladera (PP)
- Jaume Matas Palou (PP)
- Bartomeu Blanquer Sureda (PP)
- Maria Salom i Coll (PP)
- Joana Aina Vidal Burguera (PP)
- Joan Flaquer Riutort (PP)
- Pilar Ferrer Bascuñana (PP)
- Margalida Ferrando Barceló (PP)
- Andreu Riera Bennàssar (PP)
- Guillem Vidal Bibiloni (PP)
- Mauricio Rovira de Alós (PP)
- Carles Cañellas Fons (PP)
- Joan Francesc Triay Llopis (PSOE)
- Andreu Crespí Plaza (PSOE)
- Teresa Riera Madurell (PSOE)
- Francesc Quetglas Rosanes (PSOE)
- Damià Ferrà-Ponç (PSOE)
- Mercè Amer Riera (PSOE)
- Antoni Diéguez Seguí (PSOE)
- Francesc Antich Oliver (PSOE)
- Pere Sampol Mas (PSM‐Nacionalistes de Mallorca)
- Damià Pons i Pons (PSM‐Nacionalistes de Mallorca)
- Antoni Alorda Vilarrubias (PSM‐Nacionalistes de Mallorca)
- Catalina Bover Nicolau (PSM‐Nacionalistes de Mallorca)
- Mateu Morro Marcé (PSM‐Nacionalistes de Mallorca)
- Eberhard Grosske Fiol (Esquerra Unida de Mallorca)
- Margalida Thomàs Andreu (Esquerra Unida de Mallorca)
- Maria Antònia Munar Riutort (UM)
- Antoni Pascual Ribot (UM)

### Menorca
- Joan Huguet Rotger (PP)
- Antoni Juaneda Cabrisas (PP)
- José Simón Gornés Hachero (PP)
- Carlota Alberola Martínez (PP)
- Manuel Jaén Palacios (PP)
- Alejandro Pax y Dolz del Castellar (PP)
- Andreu Avel·lí Casasnovas Coll (PP)
- Joana Barceló Martí (PSOE)
- Miquel Gascón Mir (PSOE)
- Maria del Carme García Querol (PSOE)
- Javier Tejero Isla (PSOE)
- Ramon Orfila Pons (PSM‐Nacionalistes de les Illes)
- Josep I. Portella i Coll (Esquerra de Menorca)

### Eivissa
- Antoni Marí Calbet (PP)
- Pere Palau Torres (PP)
- Joan Marí Tur (PP)
- Neus Marí Marí (PP)
- Catalina Palau Costa (PP)
- Andrés Charneco Fidel (PP)
- Joan Marí Bonet (PP)
- Vicent Tur Torres (PSOE)
- María Ángeles Leciñena Esteban (PSOE)
- Joan Marí Serra (PSOE)
- Myriam Muñoz Laso de la Vega (PSOE)
- Josep Ramon Balanzat Torres (Els Verds)

### Formentera
- Joan Robert Masdeu Mayans (AIPF)